# Apaustis palliata
Apaustis palliata là một loài bướm đêm trong họ Noctuidae.